# 上瓦尔特斯多夫
上瓦尔特斯多夫（德語：Oberwaltersdorf）是奥地利下奥地利州巴登县的一个市镇。总面积13.6平方公里，总人口3644人，人口密度267.9人/平方公里（2005年）。